# Crossfire
Crossfire je naziv za multi GPU rješenje iz ATI-a. Crossfire tehnologija predstavlja direktnog konkurenta NVIDIA-inom SLI-u (Scalable Link Interface).
Ova tehnologija omogućava spajanje dviju (ili više) ATI grafičkih kartica zbog postizanja boljih performansi.
Crossfire tehnologija zahtijeva matičnu ploču koja podržava Crossfire, i ima minimalno dva PCI Express grafička slota (u iznimnim slučajevima Hybrid Crossfire - rad integrirane i eksterne (zasebne) grafičke kartice istovremeno).
Podržane su serije X800, X850, X1800, X1900, HD3xxx, HD4xxx, HD5xxx, HD6xxx.

## Modovi rada
ATI Crossfire tehnologija podržava četiri moda rada.
SuperTiling: Ovaj način rada dijeli ekran na manje kvadratiće slične šahovskoj ploči. Supertiling podržava rad sa svim Direct3D aplikacijama, ali ne i s OpenGL aplikacijama. Ovo je najsporiji način rada te se pretpostavlja da daje snagu od svega 1.15x snage jedne kartice.
Split Frame Rendering: Ovaj način rada vodoravno dijeli ekran na dva jednaka pravokutnika. Svaka grafička kartica obrađuje po jedan "pravokutnik". Ovo je najčešći način rada s OpenGL aplikacijama.
Nažalost performanse su još uvijek nebitno veće (u rangu SuperTiling-a).
Alternate Frame Rendering: U ovom načinu rada jedna grafička kartica "obrađuje" parne dok druga neparne FPS (Frame Per Second). Ovaj način rada daje najbolje performanse.
CrossFire Super AA: Ovaj način rada nije dizajniran da bi povećao perfomanse, već da bi poboljšao kvalitetu prikaza u 3D aplikacijama. Ovaj način uvostručava AA(Anti-Aliasing) bez gubitka perfomansi.

## Vanjske poveznice
- ATI Crossfire službena stranica
- ATI Radeon X1800 XT CrossFire  Arhivirana inačica izvorne stranice od 12. lipnja 2006. (Wayback Machine)
- CrossFire preview na hardocp.com
- Tom's Hardware CrossFire članak[neaktivna poveznica]
- Slashdot novost o Crossfire-u